# Белогорлый сапфир
Белогорлый сапфир (лат. Chlorestes cyanus) — птица из семейства колибри.

## Описание
Белогорлый сапфир длиной в среднем 8,8 см. Оперение самца тёмно-зелёного цвета, голова, горло и грудь синеватого фиалкового цвета, брюхо белёсое. Клюв красноватый с чёрным остриём. У самки макушка головы и спина зелёного цвета, а нижняя часть тела белая.

## Распространение
Белогорлый сапфир распространён в Аргентине, Боливии, Бразилии, Колумбии, Эквадоре, Французской Гвиане, Гайане, Перу, Суринаме и Венесуэле. Его естественная среда обитания — это субтропические или тропические влажные леса и сельвы, субтропический или тропический сухой кустарник и старые леса.

## Питание
Питается нектаром цветов.

## Размножение
В гнездо, свитое из травы, самка откладывает два яйца.